# Jørgen Brønlund
Jørgen Brønlund (Ilulissat, 14 de dezembro de 1877 - 1 de novembro de 1907)  foi um explorador, educador e catequista gronelandês, conhecido por participar da Expedição Literária Dinamarquesa de 1902-1904.